# Боко харам
«Бо́ко Хара́м» (Західноафрика́нська прові́нція Ісла́мської держа́ви) (хауса Boko haram — західна освіта гріховна) —  радикальне ісламістське угруповання, що діє на північному сході Нігерії, півночі Камеруну та Нігеру. Організація заснована в 2002 році Мохамедом Юсуфом і ставила за мету побудову ісламської держави із законами шаріату.

## Загальна характеристика
Організація «Бо́ко Хара́м» відома чисельними нападами на церкви, школи, поліцейські дільниці, а також викраденням і вбивством цивільного населення. Всього членами організації в період між 2002 і 2013 роком було вбито понад 10000 осіб. 22 травня 2014 року визнана Радою Безпеки ООН, як терористична організація.
Боко харам виступає проти західної освіти, західної культури та науки. На думку членів секти, будь-яка громадська та політична діяльність, пов'язана із західними цінностями, має бути заборонена, в тому числі: голосування на виборах, носіння сорочок та штанів, світську освіту. уряд Нігерії, з точки зору Боко харам, «зіпсовано» західними ідеями та складається з «невіруючих», навіть якщо президент формально є мусульманином, тому воно має бути повалено, а країна повинна управлятися на основі законів шаріату, більш суворих, ніж діють в північних штатах Нігерії.
З Боко харам пов‘язане ім‘я його лідера — Мохамеда Юсуфа, вбитого 2009 року нігерійськими силовиками. Його замінив Абубакар Шекау, за якого рух став більш радикальним.
У березні 2015 року організація присягнула на вірність Ісламській державі.
У квітні 2015 року Боко Харам була перейменована на Західноафриканську провінцію Ісламської держави.

## Назва
Офіційна назва організації — Jama'atu Ahlis Sunna Lidda'awati wal-Jihad (в перекладі з арабської — Суспільство прихильників поширення вчення пророка та джихаду). Назва Боко харам (хауса Boko haram) вона отримала від жителів міста Майдугурі, в якому знаходилася база організації. Боко харам перекладається з мови хауса як «західна освіта гріховна» або «західна освіта заборонена». Вона складається із слів Boko, що спочатку означало «помилковий», але потім стало використовуватися для позначення західної освіти та haram (араб. حرامḥarām) — харам, тобто щось заборонене. З квітня 2015 року організація стала називатися — Західноафриканська провінція Ісламської держави.

## Акції, що пов'язують з Боко харам

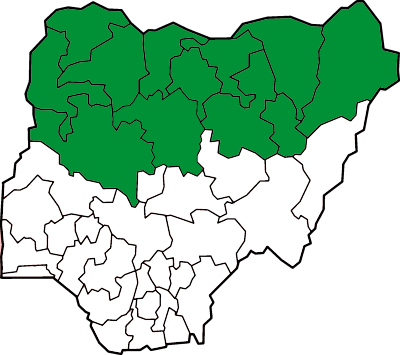
12 нігерійських штатів в яких діють закони Шаріату.

7 вересня 2010 близько 50 прихильників Боко Харам атакували в'язницю в місті Баучі, в якій знаходилися заарештовані під час заколоту екстремісти. 721 ув'язнений із 759, що містяться у в'язниці, були звільнені. Пізніше 127 з них добровільно повернулися назад у в'язницю.
7 жовтня 2010 — застрелений лідер Народно-демократичної партії Аван Нгала.
24 грудня 2010 — внаслідок серії вибухів і атак на церкви в містах Джос та Майдугурі загинули щонайменше 30 осіб. Боко Харам взяло на себе відповідальність за теракти та заявила, що це було помстою за події в місті Джос.
31 грудня 2010 — в армійських казармах м. Абуджі вибухнула бомба. Загинуло, за різними даними, від 4 до 30 осіб.
14 березня 2011 — в місті Майдугурі був застрелений Ібрагім Ахмед Абдулла Болорі — мусульманський релігійний діяч, відомий своєю критикою на адресу Боко Харам.
29 травня 2011 — внаслідок трьох вибухів біля армійських казарм в місті Баучі, загинуло, за різними даними, від 5 до 10 осіб. Боко Харам взяло на себе відповідальність за теракти.
16 червня 2011 — смертник підірвав штаб-квартиру поліції в Абуджі. Загинуло щонайменше 6 осіб (в тому числі терорист).
27 червня 2011 — внаслідок нападу бойовиків, які імовірно є членами Боко Харам, на пивну в місті Майдугурі загинули 25 осіб, поранено близько 30.
12 липня 2011 — в місті Майдугурі бойовиками Боко харам було убито щонайменше 40 осіб. Це призвело до масової втечі жителів.
12 серпня 2011 — в місті Майдугурі був застрелений мусульманський релігійний діяч Лиман Бана.
26 серпня 2011 — смертник на замінованому автомобілі протаранив вхід в будівлю штаб-квартири ООН в Абуджі. Внаслідок вибуху загинули 18 людей, 60 отримали поранення. Відповідальність за теракт взяла на себе Боко Харам.
4 і 5 листопада 2011 — в місті Даматуру спрацювало кілька вибухових пристроїв. Пізніше бойовики Боко Харам атакували район міста, населений християнами. Також нападу зазнали поліцейські та військові. У цілому загинуло не менше 150 осіб.
4 грудня 2011 — терористи, імовірно є членами Боко Харам, атакували поліцейських в місті  Азаре в штаті Баучі, загинули 3 особи, 2 були серйозно поранені.
13 грудня 2011 — в місті Майдугурі був підірваний та обстріляний військовий пост. Даних про постраждалих немає.
24 грудня 2011 — в містах Майдугурі, Даматуру та Потіскум відбулися озброєні зіткнення між бойовиками Боко Харам та урядовими військами. У Майдугурі також відбулося 6 вибухів. Всього в трьох містах загинуло, за різними даними, від 60 до 70 осіб.
25 грудня 2011 — внаслідок «різдвяних» атак (англ. christmas day bombings) на християнські церкви, проведених в містах Джос,  Гадака, Даматуру та Мадалла, яка є передмістям Абуджі, загинули щонайменше 30 осіб.
30 грудня 2011 — біля мечеті, розташованої в місті Майдугурі, вибухнула бомба. Загинуло 4 особи. За відомостями, наданими представниками нігерійської армії, теракт був здійснений Боко Харам.
Всього за 2011 від рук Боко Харам загинуло мінімум 465 осіб.
6 і 7 січня 2012 — бойовики Боко Харам здійснили кілька нападів на християнські громади, розташовані в штаті Адамава, внаслідок загинуло щонайменше 29 осіб.
20 січня 2012 — в місті Кано внаслідок 6 вибухів загинуло не менше 120 осіб. Відповідальність за теракти взяла на себе Боко Харам. Одразу після вибухів місто був атакований бойовиками Боко Харам.
25 січня 2012 — бойовики Боко Харам взяли штурмом відділення поліції в місті Кано. При штурмі загинула одна людина.
10 лютого 2012 — в місті Майдугурі сталося два вибухи. Загинуло 4 члени Боко Харам, два солдати були поранені.
17 лютого 2012 — близько 20 озброєних людей атакували в'язницю в місті Котон-Каріфі в штаті Когі, внаслідок цього з в'язниці втекли 119 ув'язнених. Боко Харам взяло на себе відповідальність за напад.
20 лютого 2012 — в місті Майдугурі бойовики Боко Харам обстріляли та закидали бомбами людей, що перебували на міському ринку. загинуло мінімум 20 осіб.
17 червня 2012 — терористи-смертники підірвали три церкви в штаті Кадуна. Боко Харам взяло на себе відповідальність за теракт. За даними Червоного Хреста, кількість загиблих склала мінімум 50 осіб. Після терактів спалахнули заворушення внаслідок яких загинуло, щонайменше, 40 осіб.
20 червня 2012 — внаслідок перестрілки між урядовими військами та бойовиками Боко Харам, які атакували місто Даматуру, загинуло 40 осіб.
14 квітня 2014 — угруповання викрала більше 270 школярок з ліцею в населеному пункті Чибок. Напад на навчальний заклад лідер організації, Абубакар Шекау, пояснив тим, що «дівчатка повинні покинути школу та вийти заміж».
20 травня 2014 — в місті Джос здійснений подвійний теракт внаслідок якого понад 160 людей загинули, більше 55 отримали поранення.
У січні 2015 сталися безлади в місті Бага, а 7 березня злочинці організували вибухи в Майдугурі.
25 квітня 2015 — Західноафриканська провінція Ісламської держави окупувала острів Карамга (о. Чад).
31 січня 2016 — терористи «Боко Харам» атакували околицю міста Майдугурі на північному сході Нігерії, загинули 86 людей.